# 3 Nights
3 Nights è un singolo del cantante statunitense Dominic Fike, pubblicato il 24 maggio 2019 come primo estratto dal primo EP Don't Forget About Me, Demos.

## Descrizione
Prima traccia dell'EP, 3 Nights, scritto dallo stesso interprete e prodotto da Kevin "Capi" Carbo, è stato descritto come un brano rock alternativo.

## Video musicale
Il video musicale, girato a Naples e diretto da Nathan Rickard, è stato reso disponibile il 3 aprile 2019.

## Formazione
- Dominic Fike – voce
- Kevin "Capi" Carbo – produzione, registrazione, missaggio
- Julian Cruz – mastering

## Successo commerciale
Nella Alternative Songs statunitense 3 Nights ha raggiunto la vetta nella pubblicazione del 21 settembre 2019.

## Classifiche

### Classifiche settimanali
| Classifica (2019-20) | Posizione massima |
| -------------------- | ----------------- |
| Australia            | 3                 |
| Austria              | 69                |
| Belgio (Fiandre)     | 54                |
| Belgio (Vallonia)    | 69                |
| Croazia              | 5                 |
| Estonia              | 18                |
| Francia              | 158               |
| Germania             | 36                |
| Grecia               | 45                |
| Irlanda              | 2                 |
| Lettonia             | 13                |
| Lituania             | 18                |
| Nuova Zelanda        | 6                 |
| Paesi Bassi          | 12                |
| Polonia              | 31                |
| Regno Unito          | 3                 |
| Repubblica Ceca      | 62                |
| Slovacchia           | 45                |
| Slovenia             | 22                |
| Stati Uniti          | 121               |

### Classifiche di fine anno
| Classifica (2019) | Posizione |
| ----------------- | --------- |
| Australia         | 11        |
| Germania          | 83        |
| Irlanda           | 6         |
| Lettonia          | 31        |
| Nuova Zelanda     | 20        |
| Regno Unito       | 24        |
| Classifica (2020) | Posizione |
| Paesi Bassi       | 55        |